# Acronicta morula
Acronicta morula là một loài bướm đêm trong họ Noctuidae.

## Hình ảnh

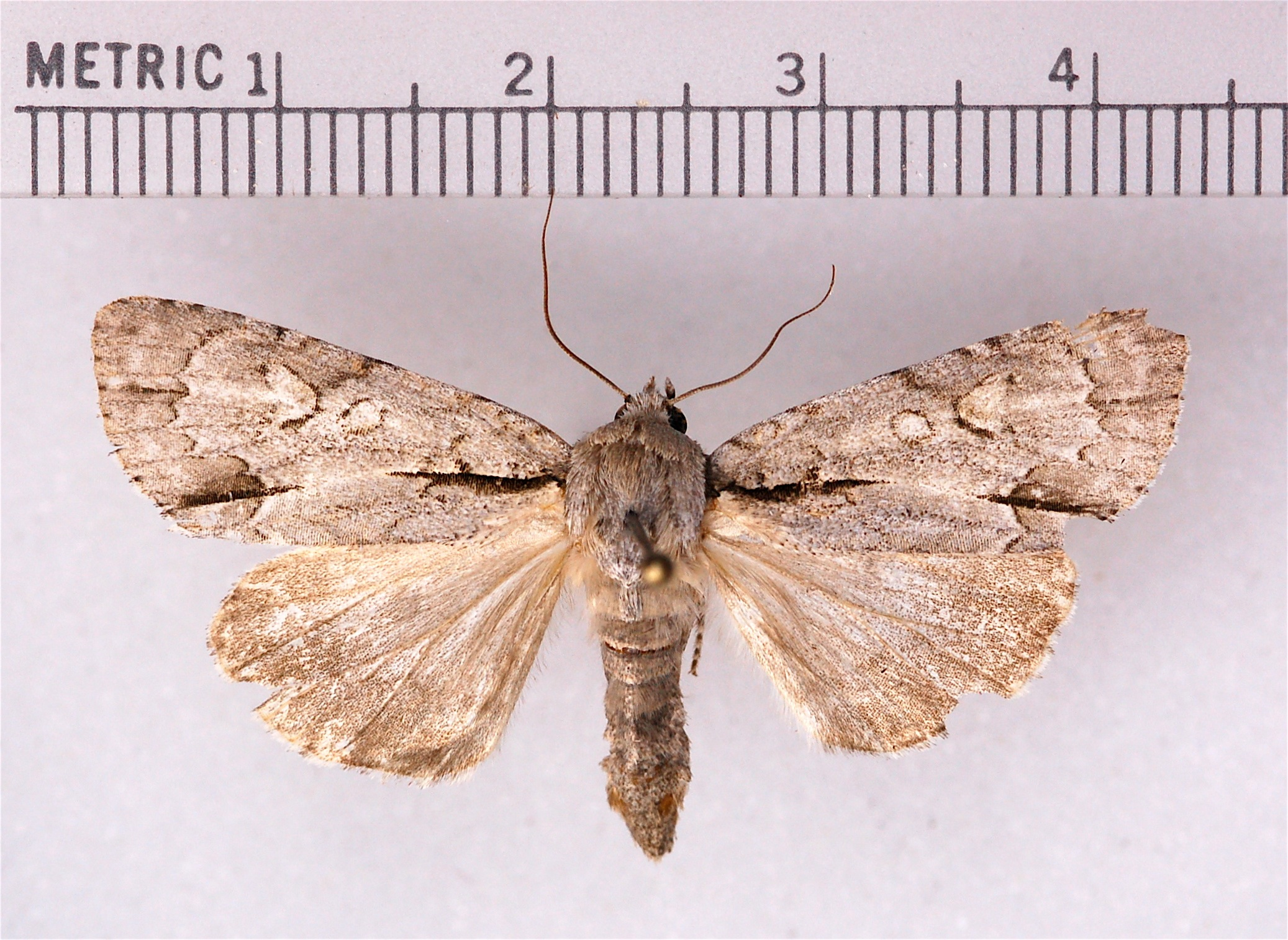